# Talke
Koordinaten: 53° 4′ N, 2° 16′ W
Talke (ursprünglich Talk O' Th' Hill) ist ein Dorf in England in der Grafschaft Staffordshire. Talke liegt etwa sechs Kilometer nordwestlich von Newcastle-under-Lyme und wurde 1086 im Domesday Book als Talc erwähnt. 
1932 wurde Talke zu einer eigenständigen Gemeinde und nach der Ausgliederung aus dem Urban District Audley zu einer eigenständigen Gemeinde im Urban District Kidsgrove, das später nach Newcastle-under-Lyme eingegliedert wurde. In Talke gab es früher zwei Bergwerke, die aber aufgegeben wurden. Heute ist Talke hauptsächlich eine Schlafstadt.   
Anne Marsh hat viele Jahre ihres Lebens in Talke verbracht. An der "St. Martin's"-Kirche ist ihr zu Ehren ein Gedenkstein angebracht.